# Paganismo virtuoso

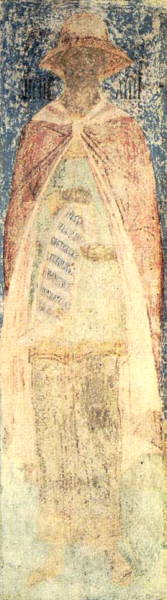
Virgilio. Fresco de la catedral de la Anunciación en Moscú.

El paganismo virtuoso es un concepto de la teología cristiana análoga al de Justos entre las Naciones en el judaísmo.
Trata del caso de paganos que nunca fueron evangelizados y consecuentemente durante su vida no tuvieron oportunidad de reconocer a Jesucristo, pero sin embargo llevaron vida virtuosas, de forma que parece injusto considerarles condenados. Una versión moderna es el concepto del cristiano anónimo en la propuesta teológica de Karl Rahner.
Ejemplos prominentes de paganos virtuosos según el cristianismo fueron Sócrates, Aristóteles o Virgilio.
El catecismo romano promovido por el concilio de Trento, basado en la opinión de Tomás de Aquino, afirmaba que estas almas quedaban en el limbo, liberadas por tanto del infierno. 
Dante Alighieri en su Divina Comedia sitúa un buen número de paganos virtuosos en el primer círculo del infierno (limbo): Homero, Horacio, Cicerón, Trajano, Ovidio, Anaxágoras, Tales de Mileto, Claudio Ptolomeo, Julio César, Avicena, Averroes, Hector y Marcus Annaeus Lucanus, incluso a Saladino, un musulmán; en general se encuentran muchos más paganos considerados virtuosos.